# أو جاي مايو
أو جاي مايو (بالإنجليزية: O. J. Mayo) مواليد 5 نوفمبر 1987 في هنغتينغتون، هو لاعب كرة سلة أمريكي بدأ مسيرته الاحترافية في سنة 2008 يلعب مع فريق ميلووكي باكز في الرابطة الوطنية لكرة السلة ويحمل الرقم 3. يبلغ طوله 6 قدم 5 بوصة (2.0 م).

## فرق لعب لها
- ميمفيس غريزليس
- دالاس مافيريكس
- ميلووكي باكز

## روابط خارجية
- أو جاي مايو على موقع إن بي أي (الإنجليزية)
- أو جاي مايو على موقع سبورتس رفرنس (الإنجليزية)
- أو جاي مايو على موقع كرة السلة الأوروبية.كوم (الإنجليزية)
- أو جاي مايو على موقع إي إس بي إن.كوم (الإنجليزية)
- أو جاي مايو على موقع كلية كرة السلة في سبورتس رفرنس.كوم (الإنجليزية)
- أو جاي مايو على موقع ريلجم (الإنجليزية)
- أو جاي مايو على موقع بروبوليرز (الإنجليزية)
- أو جاي مايو على موقع سبورتس رفرنس (الإنجليزية)